# Ségrie-Fontaine
Ségrie-Fontaine és un municipi francès situat al departament de l'Orne i a la regió de Normandia. L'any 2007 tenia 403 habitants.

## Demografia

### Població
El 2007 la població de fet de Ségrie-Fontaine era de 403 persones. Hi havia 180 famílies de les quals 60 eren unipersonals (16 homes vivint sols i 44 dones vivint soles), 56 parelles sense fills, 52 parelles amb fills i 12 famílies monoparentals amb fills.
La població ha evolucionat segons el següent gràfic:
Habitants censats

### Habitatges
El 2007 hi havia 232 habitatges, 181 eren l'habitatge principal de la família, 40 eren segones residències i 11 estaven desocupats. 204 eren cases i 27 eren apartaments. Dels 181 habitatges principals, 128 estaven ocupats pels seus propietaris, 52 estaven llogats i ocupats pels llogaters i 1 estava cedit a títol gratuït; 1 tenia una cambra, 12 en tenien dues, 22 en tenien tres, 51 en tenien quatre i 95 en tenien cinc o més. 145 habitatges disposaven pel capbaix d'una plaça de pàrquing. A 95 habitatges hi havia un automòbil i a 74 n'hi havia dos o més.

### Piràmide de població
La piràmide de població per edats i sexe el 2009 era:
| Homes | Edats   | Dones |
| ----- | ------- | ----- |
| 0     | 95 o +  | 0     |
| 0     | 90 a 94 | 0     |
| 8     | 85 a 89 | 0     |
| 4     | 80 a 84 | 16    |
| 8     | 75 a 79 | 4     |
| 8     | 70 a 74 | 12    |
| 12    | 65 a 69 | 4     |
| 16    | 60 a 64 | 16    |
| 8     | 55 a 59 | 16    |
| 16    | 50 a 54 | 16    |
| 12    | 45 a 49 | 20    |
| 16    | 40 a 44 | 8     |
| 8     | 35 a 39 | 20    |
| 20    | 30 a 34 | 0     |
| 16    | 25 a 29 | 24    |
| 8     | 20 a 24 | 4     |
| 12    | 15 a 19 | 28    |
| 20    | 10 a 14 | 8     |
| 12    | 5 a 9   | 4     |
| 16    | 0 a 4   | 20    |

## Economia
El 2007 la població en edat de treballar era de 251 persones, 165 eren actives i 86 eren inactives. De les 165 persones actives 147 estaven ocupades (79 homes i 68 dones) i 18 estaven aturades (10 homes i 8 dones). De les 86 persones inactives 39 estaven jubilades, 21 estaven estudiant i 26 estaven classificades com a «altres inactius».

### Ingressos
El 2009 a Ségrie-Fontaine hi havia 177 unitats fiscals que integraven 415 persones, la mediana anual d'ingressos fiscals per persona era de 14.907 €.

### Activitats econòmiques
Dels 11 establiments que hi havia el 2007, 1 era d'una empresa alimentària, 1 d'una empresa de fabricació d'altres productes industrials, 3 d'empreses de comerç i reparació d'automòbils, 1 d'una empresa de transport, 3 d'empreses d'informació i comunicació i 2 d'empreses classificades com a «altres activitats de serveis».
Els 2 serveis als particulars que hi havia el 2009 eren perruqueries.
Dels 3 establiments comercials que hi havia el 2009, 1 era una botiga de més de 120 m², 1 una botiga de menys de 120 m² i 1 una fleca.
L'any 2000 a Ségrie-Fontaine hi havia 12 explotacions agrícoles que ocupaven un total de 366 hectàrees.

## Equipaments sanitaris i escolars
El 2009 hi havia una escola elemental integrada dins d'un grup escolar amb les comunes properes formant una escola dispersa.

## Poblacions més properes
El següent diagrama mostra les poblacions més properes.